# コールユーブンゲン
コールユーブンゲン（ドイツ語: Chorübungen）は、ドイツ語で「合唱練習書」の意味であるが、通常ドイツの音楽家、フランツ・ヴュルナーが1876年に刊行した『ミュンヘン音楽学校の合唱曲練習書』 (Chorübungen der Münchener Musikschule)を指す。ミュンヘン音楽学校の全校生徒に対し、合唱の実習を通して、和声学などの音楽通論の理論面だけでない一種の実用的、根本的な学習を行い、全般的音楽教養を深める目的で行われる合唱練習の教本として作成された。日本ではソルフェージュや声楽学習者の初歩向け教材や音楽大学の入学試験の課題としてしばしば使われている。
序文においてヴュルナーは、本作の練習の際には初めは楽器を用いずに行い、最後に伴奏を付けるべきであるがその際には平均律によるピアノを用いてはならないと戒めており、「平均律によるピアノを頼りにしては、正しい音程は望めない」と評している。4分の9拍子などといった普段見慣れない拍子なども出てくる。ナンバーは小さな曲でランクづけされており、aから順に行くにしたがって難しくなる構成をとる。（a）優しい～（f以上）難しい。もちろん、本が進むにしたがって曲も長くなっていく。
日本では、信時潔や原田茂生による翻訳が出版されている。